# Cappella di Maria Ausiliatrice (Brennero)
La cappella di Maria Ausiliatrice (Maria-Hilf-Kapelle in tedesco), conosciuta anche come cappella di Terme di Brennero, è una chiesa ubicata a Brennero, nella frazione di Terme di Brennero.

## Storia e descrizione
Una prima cappella venne edificata nel 1680. Durante la metà del XIX secolo, con lo sviluppo termale della zona, furono raccolte numerose offerte dai turisti che frequentavano la frazione di Terme di Brennero: si avviarono così, nel 1882, i lavori di costruzione di una nuova chiesa, disegnata dall'architetto Josef Vonstadl; la chiesa fu terminata e consacrata nel 1886.
La chiesa è in stile neoromanico. La facciata è divisa in tre scomparti verticali: quello centrale, leggermente avanzato rispetto ai due laterali, ospita il portale d'ingresso, un rosone e termina con un campanile, mentre nei due laterali si aprono due finestre. Internamente è costituita da una navata centrale, due laterali e abside sul fondo. L'altare maggiore venne realizzato da uno scultore di Ortisei, Schmalzl, sostituito nel 1899 da uno disegnato da Johann Maria Reiter e realizzato da Ferdinand Stuflesser.